# The 35th Anniversary Memorial Box HIDEKI Complete Singles 1972-1999
『The 35th Anniversary Memorial Box HIDEKI Complete Singles 1972-1999』（ザ・サーティーフィフス・アニバーサリー・メモリアル・ボックス・ヒデキ・コンプリート・シングルズ）は、2007年12月19日に発売された西城秀樹のデビュー35周年記念のベスト・アルバム（9枚組CD-BOX）である。

## 内容
- 1972年のデビュー曲「恋する季節」から1999年の「最後の愛」までのシングルに収録されているすべての楽曲を収録したベスト・アルバムである。
- 1977年11月20日にNHKで放送の『ビッグショー・若さを誇らしく思う時に』が収録された特典DVDが添付されている。

## 収録曲

### Disc.1
1. 恋する季節
2. 愛がほしいのに
3. 恋の約束
4. 若いふたりの海
5. チャンスは一度
6. 君を忘れない
7. 青春に賭けよう
8. 新しい朝
9. 情熱の嵐
10. 夏の日の出来事
11. ちぎれた愛
12. 孤独のふたり
13. 愛の十字架
14. 色づいた果実
15. 薔薇の鎖
16. 子猫とネズミ
17. 激しい恋
18. 悪夢
19. 傷だらけのローラ
20. 淋しがりやの君
21. 涙と友情
22. 罪つくりな話
23. この愛のときめき
24. 土曜の夜

### Disc.2
1. 傷だらけのローラ（フランス語）
2. とどかぬ愛 Que Je T'ame（ジョニー・アリディのカバー）
3. 愛と友情
4. 絶叫
5. 恋の暴走
6. 青春の挽歌
7. 至上の愛
8. ふたりの世界
9. 白い教会
10. カモン・ベイビー
11. 君よ抱かれて熱くなれ
12. ふたりだけの夜
13. ジャガー
14. 今は唇に歌があるだけの
15. 若き獅子たち
16. 我が青春のフィナーレ
17. ラストシーン
18. 愛する
19. ブーメランストレート
20. はげしい雨の中へ

### Disc.3
1. セクシーロックンローラー
2. 指輪のあと
3. ボタンを外せ
4. 悪魔のように愛したい
5. ブーツをぬいで朝食を
6. 青年
7. あなたと愛のために
8. 忘れかけた愛をもう一度
9. 炎
10. 陽のあたる部屋
11. ブルースカイ ブルー
12. アイムチャンピオン
13. 遙かなる恋人へ
14. 明日に向かって走れ
15. YOUNG MAN (Y.M.C.A.)
16. HIDEKI DISCO SPECIAL（メドレー）
17. ホップ・ステップ・ジャンプ
18. 愛よいつまでも

### Disc.4
1. 勇気があれば
2. IF(イフ)
3. 悲しき友情
4. TAKE IT EASY
5. 愛の園 (AI NO SONO)
6. オンリー・ラヴィング・ユー
7. 俺たちの時代
8. ムーンライト・ダンシング
9. エンドレス・サマー
10. 涙のスローモーション
11. サンタマリアの祈り
12. 永遠にマイラブ
13. 眠れぬ夜
14. 難破船
15. リトルガール
16. POP’N ROLL SPRING
17. セクシーガール
18. サマーナイト・レイディー
19. センチメンタルガール
20. ムーンライト・パーティー

### Disc.5
1. ジプシー
2. アゲイン
3. 南十字星
4. ハートエイク
5. 聖・少女
6. 夕陽よ、俺を照らせ
7. 漂流者たち
8. シャーリーン
9. ギャランドゥ
10. ロマンス-禁じられた遊び-
11. ナイトゲーム
12. 陽炎物語
13. 哀しみのStill
14. ジャンクション
15. Do You Know
16. Winter Blue
17. 背中からI Love You
18. パシフィック
19. 抱きしめてジルバ -Careless Whisper-
20. ジェラシー

### Disc.6
1. 一万光年の愛
2. ターゲット
3. ミスティー・ブルー
4. STEPPIN’AWAY-夏の逃避行-
5. BEAT STREET
6. リアルタイム
7. 腕の中へ -In Search of Love-
8. 愛の翼-It’s All Behind Us Now-
9. 追憶の瞳 〜LOLA〜
10. City Dream From Tokyo
11. Rain of Dream 夢の罪
12. ROOM NUMBER 3021
13. 約束の旅 〜帰港〜
14. うたかたのリッツ
15. New York Girl
16. New Yorl Girl(English Version)

### Disc.7
1. 心で聞いたバラード
2. ロンリーダンサー
3. Blue Sky
4. 海辺の家
5. 夏の誘惑
6. 夢のように
7. ONE 〜愛する人のために〜
8. Sail Again
9. 33才
10. Try Today
11. リバーサイドで逢いましょう
12. パール・ネックレス
13. SHAKE MY DAY
14. MONALIZA
15. Rock Your Fire
16. 蒼い月の悪戯

### Disc.8
1. 走れ正直者
2. HIDEKI Greatest Hits Mega-Mix
3. もいちど
4. 危ない橋を渡れ
5. ブーメランストリート
6. Hideki Ballad Memories
7. いくつもの星が流れ
8. LOVE SONGを永遠に
9. SAYYEA',JAN-GO
10. 女神が微笑む時
11. 黄昏よ、そばにいて
12. みんなBluesを唄ってた
13. 愛が止まらない 〜Turn it into love〜
14. センチメンタル・モーテル

### Disc.9
1. 心の扉
2. あれから君は
3. round'n'round
4. LOVE MEANS
5. パラサイト・ラヴ
6. CHINA ROSE
7. moment
8. moment(Acoustic Version)
9. 2Rから始めよう
10. リフレインが叫んでる
11. 最後の愛
12. Light〜灯

### DVD
〜NHK「ビッグショー・若さを誇らしく思う時に」〜
1. 若き獅子たち
2. ダイアナ
3. ラストシーン
4. ホワイト・クリスマス
5. ディス・ワンズ・フォー・ユー (愛を歌に込めて)
6. 激しい恋
7. 青春に賭けよう
8. 君よ抱かれて熱くなれ
9. 傷だらけのローラ
10. すべて忘れて!! (アイ・シャル・ビー・リリースト)